# Kvalifikace na Mistrovství světa ve fotbale 2018 (CAF) – třetí fáze
Třetí kolo z CAF zápasů pro 2018 FIFA World Cup kvalifikace se bude hrát od 7. října 2016 do 6. listopadu 2017.

## Výsledky

### Skupina  A
| Tým      | Z | V | R | P | VG | IG | +/- | B  |
| -------- | - | - | - | - | -- | -- | --- | -- |
| Tunisko  | 6 | 4 | 2 | 0 | 11 | 4  | +7  | 14 |
| DR Kongo | 6 | 4 | 1 | 1 | 14 | 7  | +7  | 13 |
| Guinea   | 6 | 1 | 1 | 4 | 4  | 10 | -6  | 4  |
| Libye    | 6 | 1 | 0 | 5 | 6  | 14 | -8  | 3  |

| 8.10.2016 18:30 UTC+1                                                     |                            |       |                                                                             |
| DR Kongo                                                                  | 4–0                        | Libye | Stade des Martyrs, Kinshasa diváci: 71,000 rozhodčí: Mahamadou Keita (Mali) |
| Dieumerci Mbokani 6', 57' Jonathan Bolingi 45+2' Firmin Ndombe Mubele 68' | Report (FIFA) Report (CAF) |       | Stade des Martyrs, Kinshasa diváci: 71,000 rozhodčí: Mahamadou Keita (Mali) |

| 9.10.2016 18:00 UTC+1                   |                            |        |                                                                                          |
| Tunisko                                 | 2–0                        | Guinea | Stade Mustapha Ben Jannet, Monastir diváci: 6,000 rozhodčí: Thierry Nkurunziza (Burundi) |
| Aymen Abdennour 58' Änis Ben-Hatira 79' | Report (FIFA) Report (CAF) |        | Stade Mustapha Ben Jannet, Monastir diváci: 6,000 rozhodčí: Thierry Nkurunziza (Burundi) |

| 11.11.2016 20:00 UTC+1 |                            |                         |                                                                                  |
| Libye                  | 0–1                        | Tunisko                 | Stade Omar Hamadi, Alžír (Alžírsko) diváci: 6,000 rozhodčí: Davies Omweno (Keňa) |
|                        | Report (FIFA) Report (CAF) | Wahbi Khazri 50' (pen.) | Stade Omar Hamadi, Alžír (Alžírsko) diváci: 6,000 rozhodčí: Davies Omweno (Keňa) |

| 13.11.2016 17:30 UTC±0     |                            |                                         |                                                                               |
| Guinea                     | 1–2                        | DR Kongo                                | Stade du 28 Septembre, Conakry diváci: 30,000 rozhodčí: Sidi Alioum (Kamerun) |
| Seydouba Soumah 23' (pen.) | Report (FIFA) Report (CAF) | Neeskens Kebano 54' Yannick Bolasie 57' | Stade du 28 Septembre, Conakry diváci: 30,000 rozhodčí: Sidi Alioum (Kamerun) |

| 31.8.2017 17:00 UTC±0                                 |                            |                                    |                                                                                           |
| Guinea                                                | 3–2                        | Libye                              | Stade du 28 Septembre, Conakry diváci: 30,000 rozhodčí: Souleiman Ahmed Djama (Džibutsko) |
| Naby Keïta 7' Demba Camara 22' Alkhaly Bangoura 90+3' | Report (FIFA) Report (CAF) | Motasem Sabbou 87' Akram Zuway 88' | Stade du 28 Septembre, Conakry diváci: 30,000 rozhodčí: Souleiman Ahmed Djama (Džibutsko) |

| 1.9.2017 21:00 UTC+1                           |                            |                    |                                                                                     |
| Tunisko                                        | 2–1                        | DR Kongo           | Stade Olympique de Radès, Radès diváci: 52,000 rozhodčí: Eric Otogo-Castane (Gabon) |
| Yassine Meriah 18' (pen.) Ghailene Chaalal 47' | Report (FIFA) Report (CAF) | Cédric Bakambu 43' | Stade Olympique de Radès, Radès diváci: 52,000 rozhodčí: Eric Otogo-Castane (Gabon) |

| 4.9.2017 20:00 UTC+1 |                            |        |                                                                                            |
| Libye                | 1–0                        | Guinea | Stade Mustapha Ben Jannet, Monastir (Tunisko) rozhodčí: Abou Coulibaly (Pobřeží slonoviny) |
| Hamdou Elhouni 36'   | Report (FIFA) Report (CAF) |        | Stade Mustapha Ben Jannet, Monastir (Tunisko) rozhodčí: Abou Coulibaly (Pobřeží slonoviny) |

| 5.9.2017 18:30 UTC+1                   |                            |                                                       |                                                                                             |
| DR Kongo                               | 2–2                        | Tunisko                                               | Stade des Martyrs, Kinshasa diváci: 80,000 rozhodčí: Daniel Bennett (Jihoafrická republika) |
| Chancel Mbemba 9' Paul-José M'Poku 47' | Report (FIFA) Report (CAF) | Wilfred Moke 77' (vl.) vlastní branka Anice Badri 79' | Stade des Martyrs, Kinshasa diváci: 80,000 rozhodčí: Daniel Bennett (Jihoafrická republika) |

| 7.10.2017 17:00 UTC±0 |                            |                                                             |                                                                 |
| Guinea                | 1–4                        | Tunisko                                                     | Stade du 28 Septembre, Conakry rozhodčí: Janny Sikazwe (Zambie) |
| Naby Keïta 35'        | Report (FIFA) Report (CAF) | Youssef Msakni 45+2', 74', 90+6' Mohamed Amine Ben Amor 83' | Stade du 28 Septembre, Conakry rozhodčí: Janny Sikazwe (Zambie) |

| 7.10.2017 18:00 UTC+1 |                            |                                             |                                                                                   |
| Libye                 | 1–2                        | DR Kongo                                    | Stade Mustapha Ben Jannet, Monastir (Tunisko) rozhodčí: Malang Diedhiou (Senegal) |
| Ali Elmusrati 69'     | Report (FIFA) Report (CAF) | Cédric Bakambu 50' Firmin Ndombe Mubele 75' | Stade Mustapha Ben Jannet, Monastir (Tunisko) rozhodčí: Malang Diedhiou (Senegal) |

| 11.11.2017 |                            |       |                                                                                           |
| Tunisko    | 0–0                        | Libye | Stade Olympique de Radès, Radès diváci: 60,000 rozhodčí: Hamada Nampiandraza (Madagaskar) |
|            | Report (FIFA) Report (CAF) |       | Stade Olympique de Radès, Radès diváci: 60,000 rozhodčí: Hamada Nampiandraza (Madagaskar) |

| 11.11.2017                                                                   |                            |                  |                                                             |
| DR Kongo                                                                     | 3–1                        | Guinea           | Stade des Martyrs, Kinshasa rozhodčí: Sidi Alioum (Kamerun) |
| Ousmane Sidibé 61' (vl.) Jonathan Bolingi 90+2' (pen.) Neeskens Kebano 90+3' | Report (FIFA) Report (CAF) | Keita Junior 76' | Stade des Martyrs, Kinshasa rozhodčí: Sidi Alioum (Kamerun) |

### Skupina B
| Tým      | Z | V | R | P | VG | IG | +/- | B  |
| -------- | - | - | - | - | -- | -- | --- | -- |
| Nigérie  | 6 | 4 | 2 | 0 | 12 | 4  | +8  | 14 |
| Zambie   | 6 | 2 | 2 | 2 | 8  | 7  | +1  | 8  |
| Kamerun  | 6 | 1 | 4 | 1 | 7  | 9  | -2  | 7  |
| Alžírsko | 6 | 0 | 2 | 4 | 4  | 11 | -7  | 2  |

| 9.10.2016 14:30 UTC+2 |                            |                                      |                                                                             |
| Zambie                | 1–2                        | Nigérie                              | Levy Mwanawasa stadion, Ndola diváci: 38,000 rozhodčí: Gehad Grisha (Egypt) |
| Collins Mbesuma 71'   | Report (FIFA) Report (CAF) | Alex Iwobi 33' Kelechi Iheanacho 43' | Levy Mwanawasa stadion, Ndola diváci: 38,000 rozhodčí: Gehad Grisha (Egypt) |

| 9.10.2016 20:30 UTC+1      |                            |                        |                                                                                               |
| Alžírsko                   | 1–1                        | Kamerun                | Stade Mustapha Tchaker, Blida diváci: 35,000 rozhodčí: Daniel Bennett (Jihoafrická republika) |
| El Arabi Hillel Soudani 7' | Report (FIFA) Report (CAF) | Benjamin Moukandjo 24' | Stade Mustapha Tchaker, Blida diváci: 35,000 rozhodčí: Daniel Bennett (Jihoafrická republika) |

| 12.11.2016 16:00 UTC+1         |                            |                     |                                                                         |
| Kamerun                        | 1–1                        | Zambie              | Limbe stadion, Limbe diváci: 12,000 rozhodčí: Malang Diedhiou (Senegal) |
| Vincent Aboubakar 45+3' (pen.) | Report (FIFA) Report (CAF) | Collins Mbesuma 34' | Limbe stadion, Limbe diváci: 12,000 rozhodčí: Malang Diedhiou (Senegal) |

| 12.11.2016 17:00 UTC+1                     |                            |                    |                                                                                              |
| Nigérie                                    | 3–1                        | Alžírsko           | Godswill Akpabio International stadion, Uyo diváci: 30,000 rozhodčí: Bakary Gassama (Gambie) |
| Victor Moses 25', 90+2' John Obi Mikel 42' | Report (FIFA) Report (CAF) | Nabil Bentaleb 67' | Godswill Akpabio International stadion, Uyo diváci: 30,000 rozhodčí: Bakary Gassama (Gambie) |

| 1.9.2017 17:00 UTC+1                                                       |                            |         |                                                                                           |
| Nigérie                                                                    | 4–0                        | Kamerun | Godswill Akpabio International stadion, Uyo diváci: 30,000 rozhodčí: Gehad Grisha (Egypt) |
| Odion Ighalo 29' John Obi Mikel 42' Victor Moses 55' Kelechi Iheanacho 76' | Report (FIFA) Report (CAF) |         | Godswill Akpabio International stadion, Uyo diváci: 30,000 rozhodčí: Gehad Grisha (Egypt) |

| 2.9.2017 15:00 UTC+2                |                            |                    |                                                                                              |
| Zambie                              | 3–1                        | Alžírsko           | National Heroes stadion, Lusaka diváci: 60,000 rozhodčí: Hélder Martins de Carvalho (Angola) |
| Brian Mwila 6', 32' Enoch Mwepu 88' | Report (FIFA) Report (CAF) | Yacine Brahimi 53' | National Heroes stadion, Lusaka diváci: 60,000 rozhodčí: Hélder Martins de Carvalho (Angola) |

| 4.9.2017 18:00 UTC+1         |                            |                 |                                                                 |
| Kamerun                      | 1–1                        | Nigérie         | Stade Ahmadou Ahidjo, Yaoundé rozhodčí: Bakary Gassama (Gambie) |
| Vincent Aboubakar 75' (pen.) | Report (FIFA) Report (CAF) | Moses Simon 30' | Stade Ahmadou Ahidjo, Yaoundé rozhodčí: Bakary Gassama (Gambie) |

| 5.9.2017 20:30 UTC+1 |                            |                 |                                                                                     |
| Alžírsko             | 0–1                        | Zambie          | Stade Mohamed Hamlaoui, Constantine diváci: 45,000 rozhodčí: Mahamadou Keita (Mali) |
|                      | Report (FIFA) Report (CAF) | Patson Daka 66' | Stade Mohamed Hamlaoui, Constantine diváci: 45,000 rozhodčí: Mahamadou Keita (Mali) |

| 7.10.2017 17:00 UTC+1 |                            |        |                                                                                             |
| Nigérie               | 1–0                        | Zambie | Godswill Akpabio International stadion, Uyo diváci: 30000 rozhodčí: Joshua Bondo (Botswana) |
| Alex Iwobi 73'        | Report (FIFA) Report (CAF) |        | Godswill Akpabio International stadion, Uyo diváci: 30000 rozhodčí: Joshua Bondo (Botswana) |

| 7.10.2017 17:00 UTC+1               |                            |          |                                                                    |
| Kamerun                             | 2–0                        | Alžírsko | Stade Ahmadou Ahidjo, Yaoundé rozhodčí: Youssef Essrayri (Tunisko) |
| Clinton N'Jie 25' Franck Pangop 88' | Report (FIFA) Report (CAF) |          | Stade Ahmadou Ahidjo, Yaoundé rozhodčí: Youssef Essrayri (Tunisko) |

| 10.11.2017                |                            |              |                                      |
| Alžírsko                  | 1–1                        | Nigérie      | rozhodčí: Eric Otogo-Castane (Gabon) |
| Yacine Brahimi 88' (pen.) | Report (FIFA) Report (CAF) | John Ogu 63' | rozhodčí: Eric Otogo-Castane (Gabon) |

| 11.11.2017                      |                            |                                                  |                                                                 |
| Zambie                          | 2–2                        | Kamerun                                          | Levy Mwanawasa stadion, Ndola rozhodčí: Rédouane Jiyed (Maroko) |
| Patson Daka 26' Brian Mwila 64' | Report (FIFA) Report (CAF) | André-Frank Zambo Anguissa 31' Banana Yaya 90+1' | Levy Mwanawasa stadion, Ndola rozhodčí: Rédouane Jiyed (Maroko) |

### Skupina C
| Tým               | Z | V | R | P | VG | IG | +/- | B  |
| ----------------- | - | - | - | - | -- | -- | --- | -- |
| Maroko            | 6 | 3 | 3 | 0 | 11 | 0  | +11 | 12 |
| Pobřeží slonoviny | 6 | 2 | 2 | 2 | 7  | 5  | +2  | 8  |
| Gabon             | 6 | 1 | 3 | 2 | 2  | 7  | -5  | 6  |
| Mali              | 6 | 0 | 4 | 2 | 1  | 9  | -8  | 4  |

| 8.10.2016 16:00 UTC+1 |                            |        |                                                                                             |
| Gabon                 | 0–0                        | Maroko | Stade de Franceville, Franceville diváci: 18,000 rozhodčí: Hamada Nampiandraza (Madagaskar) |
|                       | Report (FIFA) Report (CAF) |        | Stade de Franceville, Franceville diváci: 18,000 rozhodčí: Hamada Nampiandraza (Madagaskar) |

| 8.10.2016 18:00 UTC±0                                                         |                            |                     |                                                                       |
| Pobřeží slonoviny                                                             | 3–1                        | Mali                | Stade Bouaké, Bouaké diváci: 22,000 rozhodčí: Joshua Bondo (Botswana) |
| Jonathan Kodjia 26' Salif Coulibaly 31' (vl.) vlastní branka MLI Gervinho 34' | Report (FIFA) Report (CAF) | Sambou Yatabaré 18' | Stade Bouaké, Bouaké diváci: 22,000 rozhodčí: Joshua Bondo (Botswana) |

| 12.11.2016 18:30 UTC±0 |                            |       |                                                                          |
| Mali                   | 0–0                        | Gabon | Stade du 26 Mars, Bamako diváci: 25,000 rozhodčí: Janny Sikazwe (Zambie) |
|                        | Report (FIFA) Report (CAF) |       | Stade du 26 Mars, Bamako diváci: 25,000 rozhodčí: Janny Sikazwe (Zambie) |

| 12.11.2016 20:00 UTC±0 |                            |                   |                                                                                  |
| Maroko                 | 0–0                        | Pobřeží slonoviny | Stade de Marrakech, Marrákeš diváci: 40,000 rozhodčí: Bernard Camille (Seychely) |
|                        | Report (FIFA) Report (CAF) |                   | Stade de Marrakech, Marrákeš diváci: 40,000 rozhodčí: Bernard Camille (Seychely) |

| 1.9.2017 21:00 UTC+1                                                                              |                            |      |                                                                             |
| Maroko                                                                                            | 6–0                        | Mali | Stade Moulay Abdellah, Rabat diváci: 50,000 rozhodčí: Sidi Alioum (Kamerun) |
| Hakim Ziyech 19' (pen.), 61' Khalid Boutaïb 27' Achraf Hakimi 72' Fayçal Fajr 86' Mimoun Mahi 88' | Report (FIFA) Report (CAF) |      | Stade Moulay Abdellah, Rabat diváci: 50,000 rozhodčí: Sidi Alioum (Kamerun) |

| 2.9.2017 17:00 UTC+1 |                            |                                        |                                                                                        |
| Gabon                | 0–3                        | Pobřeží slonoviny                      | Stade de l'Amitié, Libreville diváci: 20,000 rozhodčí: Bamlak Tessema Weyesa (Etiopie) |
|                      | Report (FIFA) Report (CAF) | Max Gradel 53' Seydou Doumbia 77', 83' | Stade de l'Amitié, Libreville diváci: 20,000 rozhodčí: Bamlak Tessema Weyesa (Etiopie) |

| 5.9.2017 17:30 UTC±0 |                            |                                |                                                          |
| Pobřeží slonoviny    | 1–2                        | Gabon                          | Stade Bouaké, Bouaké rozhodčí: Malang Diedhiou (Senegal) |
| Maxwel Cornet 58'    | Report (FIFA) Report (CAF) | Axel Méyé 19' Mario Lemina 29' | Stade Bouaké, Bouaké rozhodčí: Malang Diedhiou (Senegal) |

| 5.9.2017 19:00 UTC±0 |                            |        |                                                                                   |
| Mali                 | 0–0                        | Maroko | Stade du 26 Mars, Bamako diváci: 5,000 rozhodčí: Hamada Nampiandraza (Madagaskar) |
|                      | Report (FIFA) Report (CAF) |        | Stade du 26 Mars, Bamako diváci: 5,000 rozhodčí: Hamada Nampiandraza (Madagaskar) |

| 6.10.2017 19:00 UTC±0 |                            |                   |                                                                        |
| Mali                  | 0–0                        | Pobřeží slonoviny | Stade du 26 Mars, Bamako rozhodčí: Hélder Martins de Carvalho (Angola) |
|                       | Report (FIFA) Report (CAF) |                   | Stade du 26 Mars, Bamako rozhodčí: Hélder Martins de Carvalho (Angola) |

| 7.10.2017 20:00 UTC+1        |                            |       |                                                                    |
| Maroko                       | 3–0                        | Gabon | Stade Mohammed V, Casablanca rozhodčí: Victor Gomes (Jižní Afrika) |
| Khalid Boutaïb 38', 56', 72' | Report (FIFA) Report (CAF) |       | Stade Mohammed V, Casablanca rozhodčí: Victor Gomes (Jižní Afrika) |

| 11.11.2017        |                            |                                   |                                                                         |
| Pobřeží slonoviny | 0–2                        | Maroko                            | Stade Félix Houphouët-Boigny, Abidjan rozhodčí: Bakary Gassama (Gambie) |
|                   | Report (FIFA) Report (CAF) | Nabil Dirar 25' Medhi Benatia 30' | Stade Félix Houphouët-Boigny, Abidjan rozhodčí: Bakary Gassama (Gambie) |

| 11.11.2017 |                            |      |                                                                  |
| Gabon      | 0–0                        | Mali | Stade de Franceville, Franceville rozhodčí: Gehad Grisha (Egypt) |
|            | Report (FIFA) Report (CAF) |      | Stade de Franceville, Franceville rozhodčí: Gehad Grisha (Egypt) |

### Skupina D
| Tým                   | Z | V | R | P | VG | IG | +/- | B  |
| --------------------- | - | - | - | - | -- | -- | --- | -- |
| Senegal               | 5 | 3 | 2 | 0 | 8  | 2  | +6  | 11 |
| Burkina Faso          | 5 | 1 | 3 | 1 | 6  | 6  | 0   | 6  |
| Kapverdy              | 5 | 2 | 0 | 3 | 4  | 8  | -4  | 6  |
| Jihoafrická republika | 5 | 1 | 1 | 3 | 6  | 8  | -2  | 4  |

| 8.10.2016 18:00 UTC±0 |                            |                       |                                                                               |
| Burkina Faso          | 1–1                        | Jihoafrická republika | Stade du 4 Août, Ouagadougou diváci: 35,000 rozhodčí: Rédouane Jiyed (Maroko) |
| Banou Diawara 89'     | Report (FIFA) Report (CAF) | Dean Furman 80'       | Stade du 4 Août, Ouagadougou diváci: 35,000 rozhodčí: Rédouane Jiyed (Maroko) |

| 8.10.2016 20:00 UTC±0               |                            |          |                                                                                        |
| Senegal                             | 2–0                        | Kapverdy | Stade Léopold Sédar Senghor, Dakar diváci: 53,000 rozhodčí: Youssef Essrayri (Tunisko) |
| Keita Baldé Diao 24' Moussa Sow 80' | Report (FIFA) Report (CAF) |          | Stade Léopold Sédar Senghor, Dakar diváci: 53,000 rozhodčí: Youssef Essrayri (Tunisko) |

| 12.11.2016 15:00 UTC+2                           |                            |                   |                                                                                 |
| Jihoafrická republika                            | Výsledek byl anulován      | Senegal           | Peter Mokaba stadion, Polokwane diváci: 26,179 rozhodčí: Joseph Lamptey (Ghana) |
| Thulani Hlatshwayo 42' (pen.) Thulani Serero 45' | Report (FIFA) Report (CAF) | Cheikh N'Doye 75' | Peter Mokaba stadion, Polokwane diváci: 26,179 rozhodčí: Joseph Lamptey (Ghana) |

| 12.11.2016 16:00 UTC−1 |                            |                                       |                                                                                           |
| Kapverdy               | 0–2                        | Burkina Faso                          | Estádio Nacional de Cabo Verde, Praia diváci: 5,000 rozhodčí: Ali Lemghaifry (Mauritánie) |
|                        | Report (FIFA) Report (CAF) | Issoufou Dayo 2' Préjuce Nakoulma 28' | Estádio Nacional de Cabo Verde, Praia diváci: 5,000 rozhodčí: Ali Lemghaifry (Mauritánie) |

| 1.9.2017 17:30 UTC−1                       |                            |                       |                                                                              |
| Kapverdy                                   | 2–1                        | Jihoafrická republika | Estádio Nacional de Cabo Verde, Praia rozhodčí: Mehdi Abid Charef (Alžírsko) |
| Nuno Miguel Monteiro Rocha 33', 38' (pen.) | Report (FIFA) Report (CAF) | Tokelo Rantie 14'     | Estádio Nacional de Cabo Verde, Praia rozhodčí: Mehdi Abid Charef (Alžírsko) |

| 2.9.2017 20:00 UTC±0 |                            |              |                                                                                     |
| Senegal              | 0–0                        | Burkina Faso | Stade Léopold Sédar Senghor, Dakar diváci: 40,000 rozhodčí: Joshua Bondo (Botswana) |
|                      | Report (FIFA) Report (CAF) |              | Stade Léopold Sédar Senghor, Dakar diváci: 40,000 rozhodčí: Joshua Bondo (Botswana) |

| 5.9.2017 19:00 UTC+2  |                            |                          |                                                                  |
| Jihoafrická republika | 1–2                        | Kapverdy                 | Moses Mabhida stadion, Durban rozhodčí: Ferdinand Udoh (Nigérie) |
| Andile Jali 89'       | Report (FIFA) Report (CAF) | Garry Rodrigues 52', 67' | Moses Mabhida stadion, Durban rozhodčí: Ferdinand Udoh (Nigérie) |

| 5.9.2017 18:00 UTC±0                                            |                            |                                 |                                                               |
| Burkina Faso                                                    | 2–2                        | Senegal                         | Stade du 4 Août, Ouagadougou rozhodčí: Janny Sikazwe (Zambie) |
| Bertrand Traoré 9' Pape Seydou N'Diaye 88' (vl.) vlastní branka | Report (FIFA) Report (CAF) | Ismaïla Sarr 27' Sadio Mané 75' | Stade du 4 Août, Ouagadougou rozhodčí: Janny Sikazwe (Zambie) |

| 7.10.2017 15:00 UTC+2                                 |                            |                  |                                                           |
| Jihoafrická republika                                 | 3–1                        | Burkina Faso     | FNB stadion, Johannesburg rozhodčí: Sidi Alioum (Kamerun) |
| Percy Tau 1' Themba Zwane 33' Sibusiso Vilakazi 45+1' | Report (FIFA) Report (CAF) | Alain Traoré 87' | FNB stadion, Johannesburg rozhodčí: Sidi Alioum (Kamerun) |

| 7.10.2017 16:30 UTC−1 |                            |                                      |                                                                      |
| Kapverdy              | 0–2                        | Senegal                              | Estádio Nacional de Cabo Verde, Praia rozhodčí: Gehad Grisha (Egypt) |
|                       | Report (FIFA) Report (CAF) | Diafra Sakho 81' Cheikh N'Doye 90+2' | Estádio Nacional de Cabo Verde, Praia rozhodčí: Gehad Grisha (Egypt) |

| 10.11.2017            |               |                                             |                                                                  |
| Jihoafrická republika | 0-2           | Senegal                                     | Peter Mokaba stadion, Polokwane rozhodčí: Janny Sikazwe (Zambie) |
|                       | Report (FIFA) | Diafra Sakho 12' Thamsanqa Mkhize 38' (vl.) | Peter Mokaba stadion, Polokwane rozhodčí: Janny Sikazwe (Zambie) |

| 14.11.2017   |                            |          |                              |
| Burkina Faso | '                          | Kapverdy | Stade du 4 Août, Ouagadougou |
|              | Report (FIFA) Report (CAF) |          | Stade du 4 Août, Ouagadougou |

| 14.11.2017 |                            |                       |                                    |
| Senegal    | '                          | Jihoafrická republika | Stade Léopold Sédar Senghor, Dakar |
|            | Report (FIFA) Report (CAF) |                       | Stade Léopold Sédar Senghor, Dakar |

### Skupina E
| Tým               | Z | V | R | P | VG | IG | +/- | B  |
| ----------------- | - | - | - | - | -- | -- | --- | -- |
| Egypt             | 6 | 4 | 1 | 1 | 8  | 4  | +4  | 13 |
| Uganda            | 6 | 2 | 3 | 1 | 3  | 2  | +1  | 9  |
| Ghana             | 6 | 1 | 4 | 1 | 7  | 5  | +2  | 7  |
| Konžská republika | 6 | 0 | 2 | 4 | 5  | 12 | -7  | 2  |

| 7.10.2016 15:30 UTC±0 |                            |        |                                                                         |
| Ghana                 | 0–0                        | Uganda | Tamale stadion, Tamale diváci: 6,500 rozhodčí: El Fadil Mohamed (Súdán) |
|                       | Report (FIFA) Report (CAF) |        | Tamale stadion, Tamale diváci: 6,500 rozhodčí: El Fadil Mohamed (Súdán) |

| 9.10.2016 15:30 UTC+1 |                            |                                     | |
| Konžská republika     | 1–2                        | Egypt                               | Stade Municipal de Kintélé, Brazzaville diváci: 27,000 rozhodčí: Denis Dembélé (Pobřeží slonoviny) |
| Férébory Doré 24'     | Report (FIFA) Report (CAF) | Mohamed Salah 41' Abdallah Said 58' | Stade Municipal de Kintélé, Brazzaville diváci: 27,000 rozhodčí: Denis Dembélé (Pobřeží slonoviny) |

| 12.11.2016 16:00 UTC+3 |                            |                   |                                                                                         |
| Uganda                 | 1–0                        | Konžská republika | Mandela National stadion, Kampala diváci: 25,000 rozhodčí: Mehdi Abid Charef (Alžírsko) |
| Farouk Miya 17'        | Report (FIFA) Report (CAF) |                   | Mandela National stadion, Kampala diváci: 25,000 rozhodčí: Mehdi Abid Charef (Alžírsko) |

| 13.11.2016 18:00 UTC+2                     |                            |       |                                                                                      |
| Egypt                                      | 2–0                        | Ghana | Borg El Arab stadion, Alexandrie diváci: 85,000 rozhodčí: Eric Otogo-Castane (Gabon) |
| Mohamed Salah 42' (pen.) Abdallah Said 85' | Report (FIFA) Report (CAF) |       | Borg El Arab stadion, Alexandrie diváci: 85,000 rozhodčí: Eric Otogo-Castane (Gabon) |

| 31.8.2017 16:00 UTC+3 |                            |       |                                                                         |
| Uganda                | 1–0                        | Egypt | Mandela National stadion, Kampala rozhodčí: Ali Lemghaifry (Mauritánie) |
| Emmanuel Okwi 51'     | Report (FIFA) Report (CAF) |       | Mandela National stadion, Kampala rozhodčí: Ali Lemghaifry (Mauritánie) |

| 1.9.2017 15:30 UTC±0 |                            |                    |                                                                |
| Ghana                | 1–1                        | Konžská republika  | Baba Yara stadion, Kumasi rozhodčí: Youssef Essrayri (Tunisko) |
| Thomas Partey 85'    | Report (FIFA) Report (CAF) | Thievy Bifouma 18' | Baba Yara stadion, Kumasi rozhodčí: Youssef Essrayri (Tunisko) |

| 5.9.2017 15:30 UTC+1            |                            |                                                        |                                                                           |
| Konžská republika               | 1–5                        | Ghana                                                  | Stade Municipal de Kintélé, Brazzaville rozhodčí: Rédouane Jiyed (Maroko) |
| Vladis-Emmerson Illoy-Ayyet 43' | Report (FIFA) Report (CAF) | Richmond Boakye 23', 85' Thomas Partey 26', 45+2', 69' | Stade Municipal de Kintélé, Brazzaville rozhodčí: Rédouane Jiyed (Maroko) |

| 5.9.2017 20:00 UTC+2 |                            |        |                                                                                                |
| Egypt                | 1–0                        | Uganda | Borg El Arab stadion, Alexandrie diváci: 70,000 rozhodčí: Victor Gomes (Jihoafrická republika) |
| Mohamed Salah 6'     | Report (FIFA) Report (CAF) |        | Borg El Arab stadion, Alexandrie diváci: 70,000 rozhodčí: Victor Gomes (Jihoafrická republika) |

| 7.10.2017 16:00 UTC+3 |                            |       |                                   |
| Uganda                | 0-0                        | Ghana | Mandela National stadion, Kampala |
|                       | Report (FIFA) Report (CAF) |       | Mandela National stadion, Kampala |

| 8.10.2017 19:00 UTC+2                        |                            |                     |                                  |
| Egypt                                        | 2-1                        | Konžská republika   | Borg El Arab stadion, Alexandrie |
| Mohamed Salah 63' Mohamed Salah 90+5' (pen.) | Report (FIFA) Report (CAF) | Bouka Moutou A. 88' | Borg El Arab stadion, Alexandrie |

| 12.11.2017        |                            |                   |                                                                               |
| Konžská republika | 1–1                        | Uganda            | Stade Alphonse Massemba-Débat, Brazzaville rozhodčí: El Fadil Mohamed (Súdán) |
| Marvin Baudry 10' | Report (FIFA) Report (CAF) | Milton Karisa 11' | Stade Alphonse Massemba-Débat, Brazzaville rozhodčí: El Fadil Mohamed (Súdán) |

| 12.11.2017      |                            |               |                                                               |
| Ghana           | 1–1                        | Egypt         | Baba Yara Stadium, Kumasi rozhodčí: Malang Diedhiou (Senegal) |
| Edwin Gyasi 64' | Report (FIFA) Report (CAF) | Shikabala 61' | Baba Yara Stadium, Kumasi rozhodčí: Malang Diedhiou (Senegal) |